# Sociolect
În sociolingvistică, termenul sociolect denumește o varietate a unei limbi, în afara varietăților regionale, folosită de o anumită categorie de vorbitori. Mai ales în lingvistica americană, o asemenea varietate se numește și „dialect social”. Definițiile date sociolectului diferă în funcție de categoriile de vorbitori considerate. Unii lingviști îl limitează la clasele sociale (clasele sociale superioare, clasa de mijloc, clasa muncitoare etc.), în acest caz definiția corespunzând exact termenului. La alți lingviști, termenul devine convențional, dat fiind că se referă și la alte tipuri de categorii de vorbitori, precum cele ocupaționale, profesionale și de vârstă. Sociolecte sunt considerate în primul rând argourile, slangurile și jargoanele. Unii lingviști includ printre sociolecte varietățile folosite de grupuri etnice, cum sunt cele numite cu termenul colectiv Black English „engleza neagră”, vorbite în America de Nord de către urmașii sclavilor de origine africană. Astfel de varietăți sunt numite altfel „etnolecte”. Tot printre sociolecte sunt incluse și registrele de limbă, care interferează cu ceea ce unii lingviști numesc stiluri funcționale.

## Diferențe între sociolecte
Sociolectele diferă unele de altele din mai multe puncte de vedere.
Una dintre diferențe constă în modul în care sunt însușite. Unele sunt învățate de copii odată cu vorbirea. Așa este registrul de limbă popular la vorbitorii care nu au un nivel de școlarizare suficient ca să cunoască varietatea standard a limbii. Majoritatea celorlalte sociolecte sunt învățate ulterior vorbirii, în sistemul de învățământ, de exemplu varietatea standard sau limbajele domeniilor științifice, ori într-un anumit mediu neinstituțional, de pildă argourile.
Altă diferență privește măsura în care sociolectele au aspect oral și aspect scris. De pildă argourile nu au aspect scris, în afară de redarea lor parțială în unele opere beletristice. Alte sociolecte au ambele aspecte, de exemplu limbajele domeniilor științifice și tehnice. În fine, unele au numai aspect scris, precum jargoanele folosite pe internet, în chaturi sau în unele forumuri de discuții.
În raport cu standardul limbii, sociolectele se împart în standard și nestandard. Sunt standard registrele curent și elevat ale limbii comune. Limbajele domeniilor științifice și tehnice sunt considerate de unii lingviști tot standard, anume de cei care vorbesc despre stilul științific, dar alții le consideră nestandard. Nestandard sunt registrele popular și familiar, precum și argourile, slangurile și jargoanele.
Sociolectele diferă mai mult sau mai puțin prin trăsăturile lor lingvistice. Registrele de limbă diferă între ele prin vocabular și prin unele trăsături gramaticale. Argourile, slangurile și jargoanele au vocabulare specifice și sistemul gramatical al registrului popular sau al celui familiar, iar limbajele științifice și tehnice au vocabularele (terminologiile) lor specifice și sistemul gramatical și discursiv al registrului curent sau al celui elevat, cu unele particularități.

## Raporturi între varietăți (sociale și regionale)
Un vorbitor poate să nu folosească un singur sociolect, ci cel puțin două. Se spune că este în situație de diglosie. De exemplu, un elev de liceu dintr-o familie cu nivel relativ înalt de școlarizare poate folosi acasă registrul curent al varietății standard a limbii, iar cu colegii lui să folosească argoul elevilor.
Toate varietățile limbii formează un continuum, deci nu există granițe între ele. Unele varietăți interferează cu altele sau influențează altele. De exemplu, un sociolect poate avea caracter regional. Astfel, argourile din București sunt foarte diferite de cele din Chișinău, caracterizate prin multe împrumuturi din argourile rusești. Un exemplu de influență este cel al cuvintelor argotice, care își pierd în mod continuu caracterul secret și intră în primul rând în registrele de limbă popular și familiar. De pildă baftă „noroc” este dat ca argotic de către Constantinescu-Dobridor 1998, ca argotic și familiar în DEX ’98, și numai ca familiar în DEX ’09. Unele cuvinte argotice ajung și în registrul curent al limbii, bunăoară, în limba franceză, maquiller „a machia”.

## Tipuri de sociolecte

### Registrele de limbă
Registrele sau nivelurile de limbă sunt varietăți posedate de vorbitori în funcție de nivelul lor de școlarizare, care depinde în oarecare măsură de categoria socială din care fac parte. În lingvistica franceză, de exemplu, se distinge registrul curent și cel elevat, care fac parte din varietatea standard a limbii, învățată în sistemul de învățământ, registrul popular, al celor neșcolarizați sau puțin școlarizați, și registrul familiar, al celor care posedă și cel puțin registrul curent. Aceștia pot să-și adapteze modul de exprimare la diverse situații de comunicare în care se găsesc, folosind, de exemplu, registrul familiar cu prietenii, pe cel curent într-un birou al administrației publice, și registrul elevat ținând o conferință.

### Stilurile funcționale
În unele lingvistici, ca cea română sau cea maghiară, în general nu se vorbește despre registre de limbă, ci despre stiluri funcționale, toate aparținând varietății numite tradițional „limbă literară”, altfel spus varietății standard a limbii. Ion Coteanu a tratat trei stiluri, artistic (beletristic), științific și juridic-administrativ, la care alții au adăugat stilurile publicistic (al presei), colocvial, oratoric, epistolar și telegrafic.
Zsemlyei 2009 distinge două categorii de stiluri a ceea ce numește „limbă literară”: varianta scrisă a acesteia, cu stilurile științific, juridic-administrativ, publicistic și beletristic, și cea orală – cu stilurile oratoric și colocvial.

### Limbajele de specialitate
Aceste limbaje se caracterizează prin stilul științific în viziunea de mai sus, în măsura în care aparțin varietății standard. Este vorba de aspectul scris al limbajelor specialiștilor nu numai din domeniile științifice, ci și din alte domenii, foarte variate: tehnice, economice, politice etc. Acestea diferă de limba comună prin terminologiile lor, care sunt mai riguros alcătuite în matematică, medicină sau fizică, și mai puțin riguros în discipline ca arheologia, istoria etc. În principiu, toate tind către precizia exprimării și evitarea sinonimiei. Sistemul lor gramatical este cel la varietății standard, dar au și specificități precum stilul nominal (folosirea frecventă a substantivelor derivate din verbe și mai rară a verbelor), folosirea frecventă a construcțiilor impersonale, recurgerea la raționamente, coherența și coeziunea discursului oral și scris etc..

### Argoul, jargonul și slangul
Articole principale: Argou, Jargon
Termenii francezi „argou” și „jargon”, și cel englezesc „slang” sunt împrumutate de lingvisticile a diverse limbi. Denumesc tipuri de sociolecte care au în comun că sunt folosite de o anumită categorie de vorbitori și nu sunt înțelese de cei din afara ei. Considerându-le câte două, sunt și alte interferențe între ele, de aceea există diferențe importante între lingviști în definirea și caracterizarea lor. Unii văd sinonime în cei trei termeni, alții în doi din aceștia, de exemplu „argou” și „slang”, referindu-se la folosirea lor cu același sens în franceză și în engleză, alții, în lingvistica rusă, de exemplu, numesc „jargon” ceea ce este caracterizat de alții ca argou sau ca slang.
În lingvistica românească și în cea franceză nu se folosește termenul slang. Bidu-Vrănceanu 1997 vede următoarea diferență între argou și jargon: vorbitorii de argou se opun conveniențelor prin limbajul lor, caută să se delimiteze prin el, iar cei ai unor grupuri îl folosesc ca să nu fie înțeleși de cei din afara grupului, pe când jargonul nu este un limbaj secret, nici nonconformist, deși unele grupuri caută să se delimiteze prin el, dar altele nu au această intenție.
În alte lingvistici, unii autori folosesc toți trei termenii și delimitează slangul de argou. Astfel, argoul ar fi numai limbajul răufăcătorilor, iar slangul ar fi registrul familiar al locuitorilor din orașele mari, care conține vocabular argotic devenit astfel neconfidențial. Totodată, prin jargon înțeleg toate limbajele prin care categoriile care le folosesc vor să se distingă de cei din afara lor, deci consideră tipuri de jargon argoul și slangul. Unii adaugă drept trăsătură a slangului și o funcție expresivă, afectivă.
Categoriile de vorbitori care folosesc un argou, un jargon sau un slang sunt foarte diverse.
Unele categorii folosesc un limbaj specific ca să-și manifeste apartenența la un grup și calitatea lor de inițiați, ca să se delimiteze de cei din afara lor și să nu fie înțeleși de aceștia. Astfel sunt limbajele numite argouri în lingvistica franceză sau în cea românească, și slanguri în lingvistica de limbă engleză și în altele, precum cea cehă și slovacă. Este vorba de limbajul delincvenților și al deținuților.
Alți vorbitori caută să-și manifeste apartenența la un grup și calitatea lor de inițiați, să se delimiteze de cei din afara lor, dar fără să vrea neapărat să nu fie înțeleși. Limbajele unora se găsesc tot cu denumirea de argouri în lingvistica franceză sau în cea românească, și de slanguri în cea anglofonă și în altele. Astfel sunt limbajul tinerilor în general, al elevilor, al studenților, al militarilor. Alte categorii cu această intenție sunt grupuri din clase sociale superioare, precum erau unii boieri din epoca domnitorilor fanarioți, cu limbajul lor caracterizat prin cuvinte grecești. Limbajele acestor categorii se numesc jargoane în lingvisticile română, maghiară sau rusă.
Utilizatorii limbajelor de specialitate menționate mai sus nu caută să se delimiteze, dar nici ele nu sunt înțelese de cei din afara lor, ceea ce îi face pe aceștia să le numească în Franța jargon des philosophes „jargonul filozofilor”, jargon des théologiens „jargonul teologilor” etc. În lingvistica anglofonă, românească sau maghiară sunt numite jargoane fără conotație peiorativă. O situație aparte este cea a limbajului politicienilor. Acesta poate fi un limbaj de specialitate ca celelalte, dar adresându-se publicului larg, poate fi folosit cu intenția de a nu fi înțeles sau pentru a masca realitatea. Este ceea ce se numește limbă de lemn.
Limbajele unor profesiuni au un aspect scris asemănător prin gramatică cu cel al limbajelor științifice, și un aspect oral în care se amestecă terminologia cu cuvinte folosite numai în vorbire, și care seamănă cu argourile prin formarea de cuvinte și gramatică. De exemplu, un calculatorist francez scrie într-o lucrare ordinateur „calculator”, dar vorbind cu un coleg, îl prescurtează la ordi sau îl numește bécane (în registrul familiar, „bicicletă”). De asemenea, un medic francez scrie placebo, dar poate spune bonbon „bomboană” ca să-l numească atunci când vorbește cu colegii lui.
Tot limbaje de specialitate sunt și cele ale diverselor meserii și ale unor ocupații, cu vocabularele lor specifice, de asemenea de neînțeles pentru profani. Sunt mai ales orale, iar sistemul lor gramatical este cel al registrelor popular sau familiar.
Alte categorii de vorbitori sunt unite printr-un hobby: pescari sportivi, vânători, filateliști, jucători ai unui anumit joc etc. Limbajele lor au caracter oral, expresiv și afectiv (plăcerea de a folosi expresii specifice), precum și funcția de afirmare a apartenenței la grupul respectiv.
Limbajele categoriilor menționate în ultimele trei paragrafe sunt numite, în funcție de lingvistici și autori, argouri sau jargoane în lingvistica franceză, și slanguri în altele. Astfel, în lingvisticile cehă și slovacă există cercetări privitoare la ceea ce se numește în ele slangul farmaciștilor, al medicilor (profesiuni nemanuale), al olarilor, al brutarilor (meserii manuale), al artiștilor plastici, al muzicanților (arte), al lucrătorilor din fabrici de bere, al lucrătorilor de poștă (ocupații) etc..